# 알 그린
알 그린(영어: Al Green 앨 그린[*], 1946년 4월 13일 ~ )은 1970년대 초 솔 히트 싱글인 〈Take Me to the River〉, 〈Tired of Being Alone〉, 〈I'm Still with You〉, 〈Love and Happiness〉, 〈Let's Stay Together〉를 녹음한 것으로 가장 잘 알려진 미국의 싱어송라이터이다. 여자친구가 자살한 사건 이후 그린은 목사 안수를 받고 가스펠로 전향했다. 그는 후에 세속적인 음악으로 돌아왔다.
그린은 1995년 로큰롤 명예의 전당에 헌액되었다. 그는 박물관의 사이트에서 "가장 재능 있는 솔 음악 공급자들 중 한 명"으로 언급되었다. 그는 또한 "위대한 솔 가수들의 마지막"으로 일컬어진다. 그린은 그래미 평생 공로상을 포함한 11개의 그래미 어워드 수상자이다. 그는 또한 BMI 아이콘 상을 받았고 케네디 센터 명예 수상자이다. 그는 《롤링 스톤》의 역사상 가장 위대한 아티스트 100명 중 65위에 올랐고, 또한 가장 위대한 가수 100명 중 14위에 포함되었다.

## 음반 목록
스튜디오 음반
- Back Up Train (1967)
- Green Is Blues (1969)
- Al Green Gets Next to You (1971)
- Let's Stay Together (1972)
- I'm Still in Love with You (1972)
- Call Me (1973)
- Livin' for You (1973)
- Al Green Explores Your Mind (1974)
- Al Green Is Love (1975)
- Full of Fire (1976)
- Have a Good Time (1976)
- The Belle Album (1977)
- Truth n' Time (1978)
- The Lord Will Make a Way (1980)
- Higher Plane (1982)
- Precious Lord (1982)
- I'll Rise Again (1983)
- White Christmas (1983)
- Trust in God (1984)
- He Is the Light (1985)
- Soul Survivor (1987)
- I Get Joy (1989)
- From My Soul (1990)
- Love Is Reality (1992)
- Don't Look Back (1993)
- Your Heart's in Good Hands (1995)
- I Can't Stop (2003)
- Everything's OK (2005)
- Lay It Down (2008)

## 같이 보기
- 가장 많은 음반을 판 음악가 목록